# 常州外国语学校环境污染事件

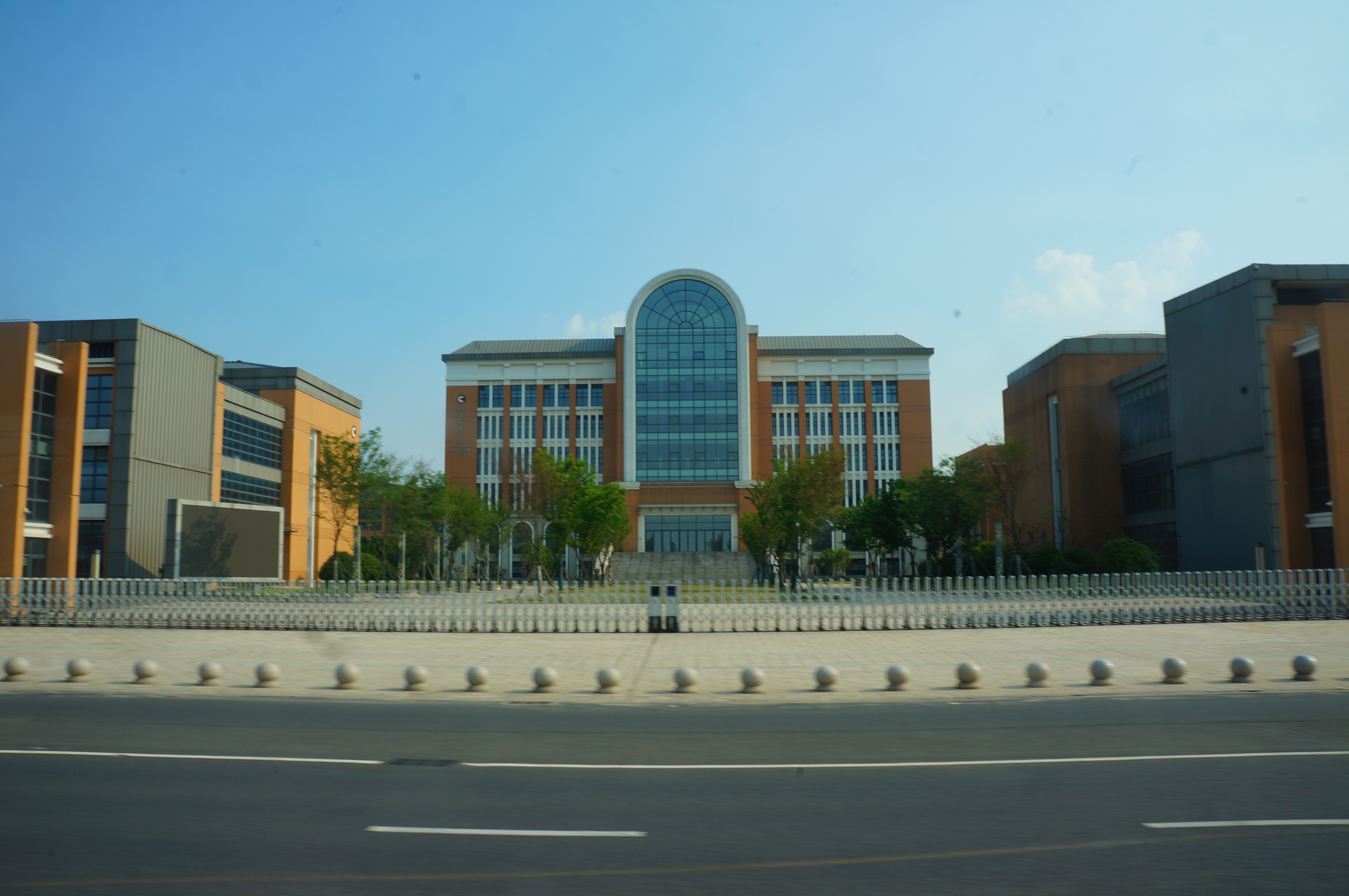
常外2015年落成的新校区

常州外国语学校环境污染事件，是指在中国江苏省常州市常州外国语学校新校址发生的环境污染事件。
该事件于2016年4月17日在中国中央电视台新闻频道《新闻直播间》报道后，引发舆论的巨大反响。据报道，自2015年12月开始，常州外国语学校新校址北侧原化工公司地块土壤修复过程中散发异味。事发后，当地政府部门对此高度重视，并采取措施对地块用途作出调整。至2016年3月下旬，专业检测机构对常州外国语学校新校址室内空气、土壤、地下水进行了检测，检测结果显示检测指标均符合中国国家标准。

## 背景
常州外国语学校新校址位于新北区辽河路55号，占地面积约10万平方米。2015年9月，学校所有人员均迁入新校址。新校址北侧约200米是原常隆地块，包括原常隆、华达、常宇三个化工厂，总面积约26.2公顷，这些工厂于2011年6月已经搬迁。而三家涉事化工厂之一常隆化工厂，成立於1979年，主要股东是深圳諾普信農化股份有限公司。该公司曾因為傾斜有毒廢料入長江，與其他企業一起，被罰款1.6億元人民币。此外，常隆化工厂被中华人民共和国环保部曝出原廠址偷埋固廢。据常隆化工一員工稱，其生產日誌上列出的劇毒類產品包括克百威、滅多威、異丙威、氰基萘酚等，员工有時為了省事，將有毒廢水直接排出廠外，還將危險廢物偷偷埋到地下。
2014年3月，常州市实施该地块的土壤和地下水修复工程，投资预算近4亿（人民币，下同）。据修复工程的环评报告显示，三家化工企业长期从事农药原药及制剂、农药中间体、染料及染料中间体等产品的生产，使用大量有毒有害化工原料，部分化工原料及其中间产品具有高毒或致癌性。另据场地调查结果表明，原常隆地块土壤和地下水污染严重，其中工地有氯苯、四氯化碳等有機污染物，還有萘、茚並芘等多環芳烴以及金屬汞、鉛、鎘等重金屬污染物，其中氯苯在地下水和土壤中的濃度超標達94799倍和78899倍，四氯化碳濃度超標有22699倍；二氯苯、三氯甲烷、二甲苯總和高錳酸鹽指數超標也有數千倍。因此，常州市必须对污染场地实施修复。该工程原计划2015年上半年完成，但只完成了两期目标工程的一半。报告中还提到，该地块原有遗留的工业固废约3475吨。而常隆化工曾多次被披露污染排放嚴重，但當地教育部門表示該地塊檢測都達標。此外，常外新校址于2011年8月21日奠基，但這份環評報告批復時間为2012年3月31日，属于未批先建。另据北京大學環境科學與工程學院教授劉陽生表示，評估報告中未提及到農藥成分。

## 事件经过
2015年12月开始，有家長在接送学生时间到常州外国语學校新校址周邊有刺激性氣味，曾要求當地政府處理。不久后，常州外国语学校新校址的学生集中出现了不良反应，很多学生出现了头上有红疹，脱皮，鼻塞、咳嗽、流鼻血等症状，家长接孩子的时候也能闻到恶臭。多位学生家长带着孩子去在常州、无锡、南京、上海等地体检，并做了一份统计表，显示641名学生中，体检异常人数为493人，占比76.9%，其中异常的项目包括甲状腺结节、淋巴肿大或结节、血液其他指标异常等。而根据常州市卫计委的数据，显示常州市8家医院共接诊常外学生就诊及体检597人，检查指标异常仅有133人，比例占约22%，但部分家长对这一数据并不认可。由于这一原因，常州外國語學校曾表示決定短期停課，学生家长还联名在学校门口为此事抗议和静坐。
事件发生后，常州市和新北区党委、人民政府对此事件得到重视，采取相关措施并进行处置，对该地块用途作出调整，同时组织实施该地块修复调整工程，并采取有效措施控制土壤及地下水的环境风险。2016年2月15日，原常隆地块土壤修复调整工程通过验收。专家组作出结论称，原常隆地块空气质量检测完全达标。至2016年3月下旬，专业检测机构对常州外国语学校新校址室内空气、土壤、地下水进行了检测，检测结果显示检测指标均符合中国国家标准，学校教学秩序正常。
2016年4月17日，该事件在中国中央电视台新闻频道《新闻直播间》报道，引发舆论的巨大反响。不过该事件早在是年1月就有媒體報道，澎湃新闻曾以《常州修复“毒地”土壤或致学生过敏咳嗽，附近一中学停课》为题报道此事，随后《常州日报》对此辟谣，称该地附近不存在化工厂。2016年2月，財新網曾引述家長們不完全統計，在七八年級1500名學生中，有100餘名學生被查出身體狀況異常，病狀集中在甲狀腺結節、鈣化，淋巴結腫大，白細胞數低於常值等。4月18日，常州市人民政府召开紧急会议，宣布成立联合调查小组，展开相关工作，并发布了情况说明。
4月18日，国务院教育督导委员会办公室已就常州外国语学校环境污染事件启动教育重大突发事件专项督导机制，将及时公布督查情况。此外，中华人民共和国环境保护部、江苏省人民政府也成立联合调查组赶赴常州现场调查。4月25日，常州市人民政府新闻办公室官方微博发布消息，称新北区没有按时完成原常隆地块土壤修复工程。常州市人民政府已对相关责任人进行立案调查。
5月16日，环保组织自然之友有关负责人收到了常州市中级人民法院的受理案件通知书，受理案件通知书称该院已受理常隆地块污染环境公益诉讼。8月26日，官媒新华网发布通报称常州外国语学校的环境是安全的；同日常州市人民政府新闻办公室官方微博发布消息称，中共常州市委、市政府、中共新北区委、区政府已对10名官员给予处分。

## 舆论反响
该事件被央视报道后引发舆论的巨大反响。一名环保人士马军称，政府调查恶性污染事件是可喜的一步，并表示“要管束强大的化工行业，中国仍然有很多事情要做”。国际环保组织绿色和平在一份声明中说，此事件表明中国的危险化学品管理“松懈得可怕”。在新浪微博上，与该事件相关的话题讨论页面已经吸引了逾3000万的阅读量。
另外，在國務院牽頭的調查組公布的調查結果发布后，有网友也怒斥當局「睜眼說瞎話」。

## 相关争议
在网络多处流传称在2016年5月非正常死亡的中国人民大学环境学院2009级硕士研究生、国资委下属机构官员雷洋曾参与调查该事件，但雷洋家属通过代理律师发表声明否定了这一点。